# Miami (Will Smith)
Miami is een nummer van de Amerikaanse rapper Will Smith uit 1998. Het is de vijfde en laatste single van zijn eerste soloalbum Big Willie Style.
Het nummer bevat een sample uit And the Beat Goes On van The Whispers. "Miami" is, zoals de naam al aangeeft, een ode aan de warmte, stijl en cultuur van Miami. Het nummer werd wereldwijd een grote hit. Het behaalde de 17e positie in de Amerikaanse Billboard Hot 100. In de Nederlandse Top 40 wist het nummer de 8e positie te behalen, en in de Vlaamse Ultratop 50 de 14e.